# Firouz Chah
Firouz Chah est un ancêtre d'Ismail Ier. De nombreuses hypothèses sur son identité ont été avancées (arabe, turque, persan, kurde...), mais il semblerait qu'il soit d'origine turque. Dans le livre Safvetus-sava (écrit au XIVe siècle) et qui raconte la vie de Safi ad-Din, fondateur de la dynastie éponyme des séfévides, il est écrit que Firouz Chah entretient une amitié très proche avec l'un des descendants d'Ibrahim Ethem, le grand saint musulman.
En effet, Ibrahim Ethem vécut à Belh (Balkh) au nord de l'Afghanistan.
En plus, dans le même livre, Safi ad-Din est appelé « jeune Turc » par son entourage, ce qui prouve la « turcicité » de la dynastie.